# Rakousko na Zimních olympijských hrách 1984
Rakousko na Zimních olympijských hrách 1984 v Sarajevu reprezentovalo 65 sportovců, z toho 58 mužů a 7 žen. Nejmladším účastníkem byla Veronika Wallinger-Stallmaier (17 let, 201 dní), nejstarším pak Walter Delle Karth (37 let, 190 dní). Reprezentanti vybojovali 1 bronzovou medaili.

## Medailisté
| Medaile | Jméno         | Sport           | Disciplína   |
| ------- | ------------- | --------------- | ------------ |
| Bronz   | Anton Steiner | Alpské lyžování | sjezd - muži |